# Mårten Trotzigs gränd

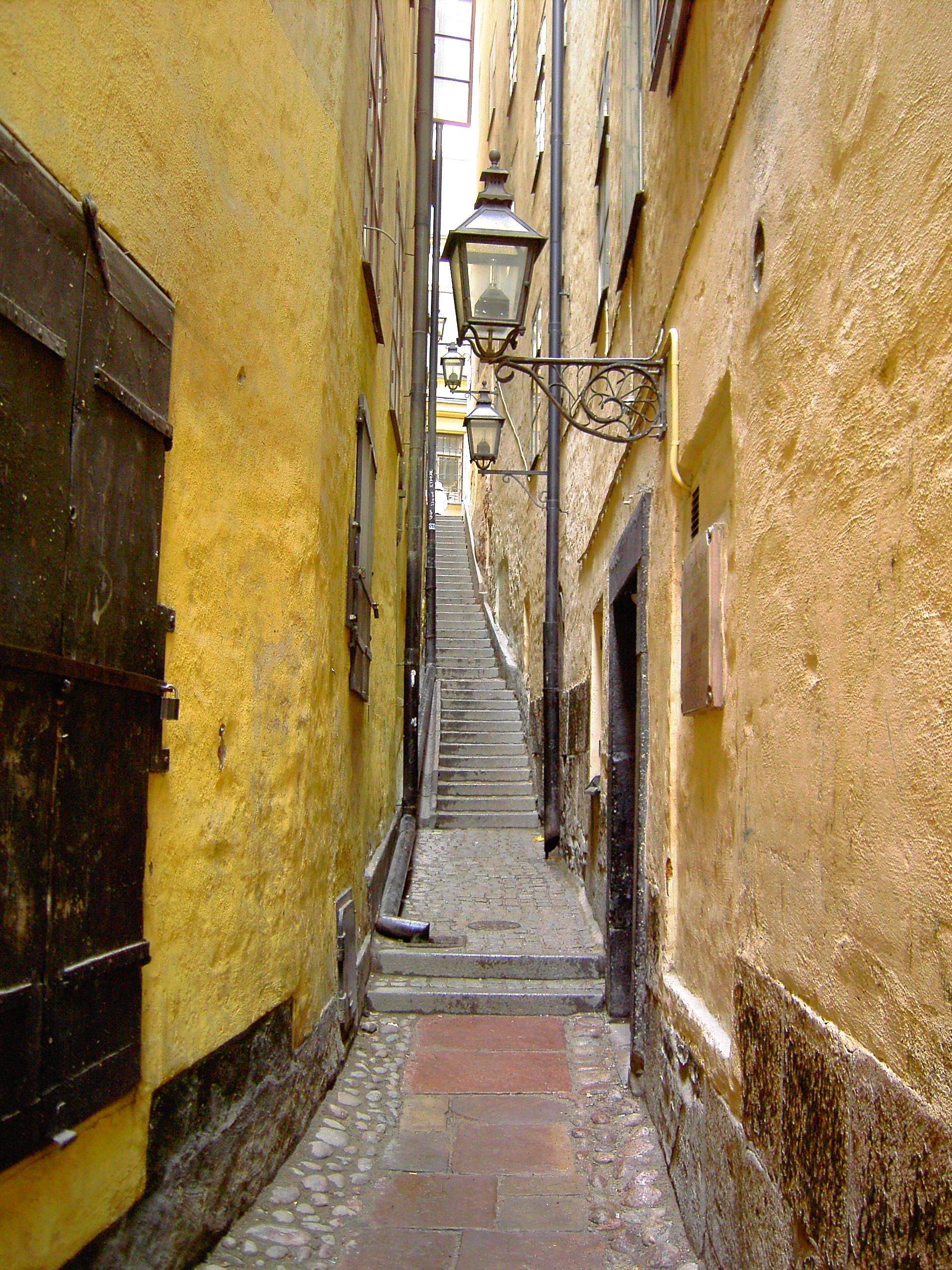
Mårten Trotzigs gränd, 2006.

Mårten Trotzigs gränd är en gränd i Gamla stan, Stockholm, och fick sitt namn fastställt 1949. Gränden är endast 90 cm bred och är därmed Stockholms smalaste gränd.

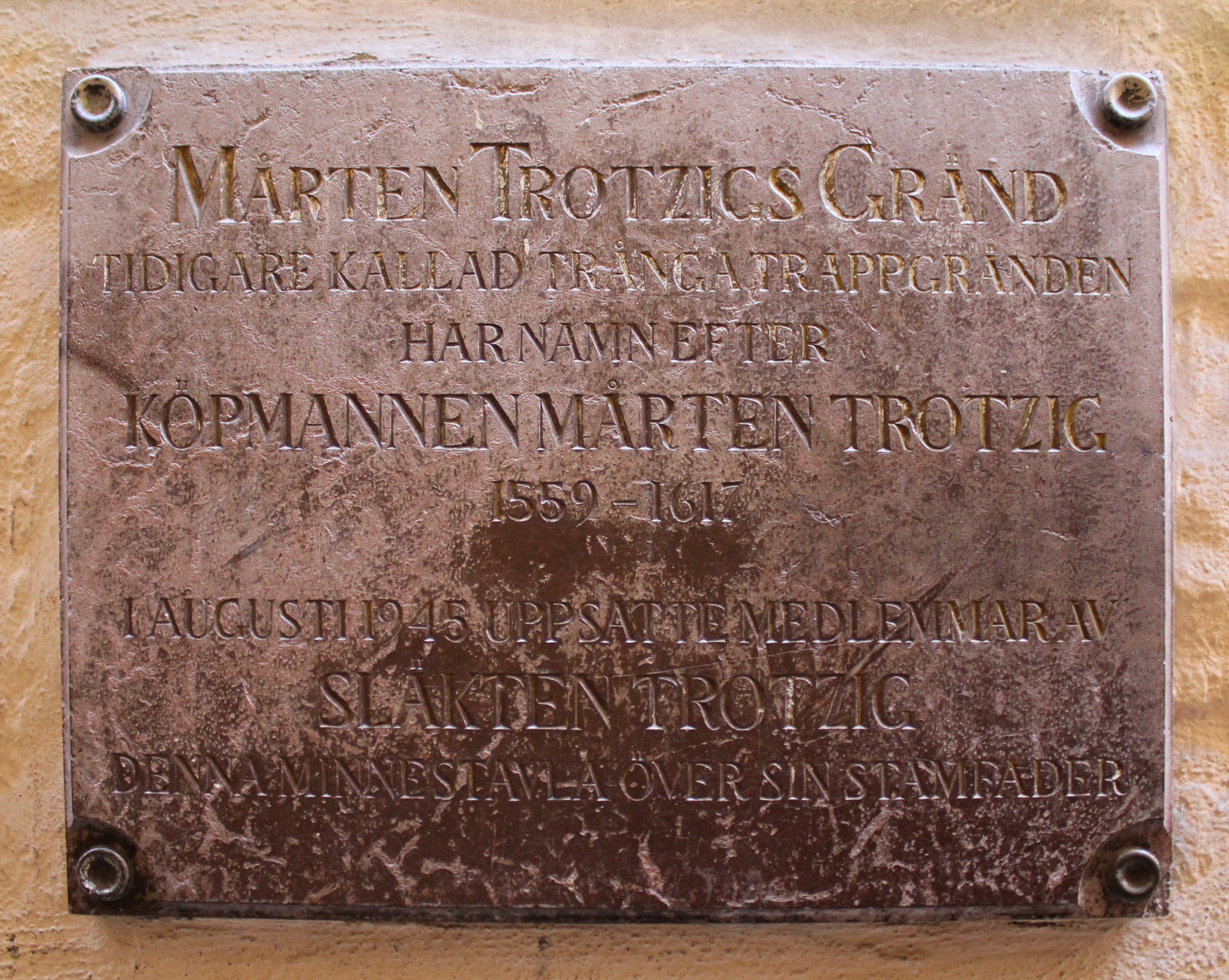
Minnesskylten i gränden.

Namnet är efter den tyske köpmannen och borgaren, Mårten Trotzig som invandrade till Sverige 1581 och köpte fastigheter vid gränden i kvarteret Trivia 1597, 1599 och 1600.
Denna smala gränd har möjligen under medeltiden kallats Trångsund, 1544 omtalas den som den tronge trappe grenden, och 1608 kallas den Trappegrenden och enligt en stentavla på fasaden även Trånga Trappgränden. Det är osäkert när Mårten Trotzigs namn första gången knöts till gränden, men det måste ha skett senast 1733; den kallas nämligen på Petrus Tillaeus karta Trotz gränd. 
Vid mitten av 1800-talet stängdes gränden genom plank i båda ändar, men den öppnades åter 1945. Mårten Trotzigs gränd har 36 trappsteg som leder från Prästgatan ner till Västerlånggatan vid Järntorget.
Gränden har givit namn åt Restaurang Mårten Trotzig, som ligger vid Västerlånggatan där Mårten Trotzigs gränd mynnar ut.